# 小学区制
小学区制（しょうがっくせい）とは、定められた通学区域（学区）に1校の公立学校を対応させる制度である。すなわち、同一地域に住む就学希望者は、原則として同一の公立学校に就学する。小学区制に対し、1学区に2～6校が含まれるものを中学区制、7校以上が含まれるものを大学区制と呼ぶ。
日本において「小学区制」の語は、もっぱら高等学校の入学者選抜制度に関する議論について用いられ、都市部において小学区制の理念を追求するために採用された総合選抜と合わせて論じられることがある。本項でも日本の公立高等学校の通学区制度を中心に述べる。
なお、現在の日本において（2022年現在）、公立の小学校や中学校に関してはもっぱら小学区制がとられている（単に「学区制」とも言われる）。ただし、就学校について保護者の意見を聴取する公立学校選択制を採用する地域もある。

## 概要
公立高等学校の通学区域は「地方教育行政の組織及び運営に関する法律」（地教行法、1956年制定）第50条に基づき、各都道府県教育委員会が定め、居住者の就学可能な公立高等学校を限定している。通学区域の設定は、特定校への志願者集中を避けて学校間格差を解消し、競争主義的な教育環境を緩和することが目的とされる。
小学区制は、男女共学・総合制とともに戦後教育改革期に推進された、通学区域の設置方式である。「教育の機会均等」の実現などを掲げたが、高校入学志望者が増加するにつれて越境入学などの問題も生じるようになった。占領末期にはすでに学区を拡大する方向性が現れ、地教行法制定以後は多くの都道府県が小学区制を放棄した。高等学校入学者選抜制度において学区をどのように設定するか（あるいは設定しないか）は、教育観、あるいは公教育観の違いとともに、教育政策をめぐる政治的争点にもなった。小学区制を基本として長く維持した府県の例としては京都府があり、郡部で小学区制が1984年まで、都市部で総合選抜が2013年まで存続していた。

## 沿革

### 戦前・戦中期
日本の高等学校の通学区制度の前史としては、戦時期の日本の中等学校に適用された「学区制」と「総合考査制」が挙げられる（戦後の「総合選抜」は戦時期の「総合考査」を言い換えたものという指摘がある）。
いわゆる「戦前」の日本の教育制度では、ヨーロッパ式の複線型（分岐型）学校体系が採用されており、中等教育機関として旧制中学校・高等女学校・実業学校があった。それぞれの学校は依拠する法令が異なり、それぞれの学校種別内でも教育内容には多様性があった。たとえば高等女学校の中には実科（家事や裁縫などの「女子の実生活に必要な技芸」を授ける実科教育を中心とする課程）のみを置く実科高等女学校も認められており、修業年限も4年を基本としながら、2年から5年まで幅があった。学校間の序列性は、通学者の家庭の「階層性」をともなって存在した。とくに学校によって教育内容の異なる高等女学校では、そうした序列がはっきりしていたとされ、メディアなどを通して伝えられる「学校イメージ」や、「社会的威信」にもまた大きな格差があった。
中等教育機関への進学希望は大正時代後半以降高まり、昭和初期にはすでに小学校児童の過度の受験勉強や、小学校での補習授業の公然化など、過熱する入試競争が問題視される状況が出現していた。文部省は入学者選抜制度の是正をしばしば試みることになる。
第二次世界大戦中の1943年（昭和18年）1月に中等学校令が公布され、旧制中学校・高等女学校・実業学校が制度上は同格の学校と規定された。同年12月には中等学校への入学者選抜に「学区制」が採用され、一つの学区内に複数の学校がある場合には「総合考査」によって配当するとした。

### 戦後教育改革期
第二次世界大戦後、連合国軍最高司令官総司令部（GHQ）の占領下の日本では教育改革が行われ、アメリカ合衆国をモデルとする単線型学校体系が導入された（学制改革。いわゆる六・三・三制）。1947年3月に学校教育法が制定されて新制高等学校が規定され、1948年3月より新制高等学校が発足した。これに際して連合国軍最高司令官総司令部（GHQ）からは、学区制、男女共学制および総合制の原則（高校三原則も参照）が強く主張された。
学区制は、旧制中学校・高等女学校・実業学校の間にあった格差を是正し、機会均等と教育の民主化を図るという趣旨から導入された。1948年制定の教育委員会法は、第54条で都道府県教育委員会が公立高等学校の通学区域を定めるとし、都道府県教育委員会に地域に即して公立学校の平準化を進める権限が与えられた。文部省は、男女共学や総合制については「地方の実情、なかんずく地域の教育的意見を尊重して」決定するべきとするなど、必ずしも三原則の全国画一的な実施は指導はしなかったとされるが、都道府県の教育行政を監督する地方軍政部の中には強く実施を推進するケースもあり、三原則の実施については都道府県ごとに濃淡のある状況になった。全日制普通課程については全国で学区の設定が行われたが、必ずしも小学区制が徹底されたとは限らず、小学区制と中学区制が併用された都道府県も少なからずあった。
職業課程のうち、水産課程や工業課程など施設の限られるものについては全県を1学区とする設定がなされたが（当時は全県学区を「大学区」とも呼んだ）、農業・家庭・商業課程などについては小学区が設定された。普通課程と職業課程を併置し、両者の通学区を重複して設定する総合制高等学校の設置も進められた。定時制課程については全県学区を採用した都道府県が多いが、全日制に準じて学区を設定した県もある。
1948年2月の文部省通達により、高等学校の入学者選抜に関しては、高等学校側での独自の試験を廃止し、中学校からの報告書（都道府県ごとに一斉に行う学力検査（アチーブメント・テスト）の結果を含む）に基づいて選抜するとした。これは小学区制の基盤の上で、志願者をなるべく多く入学させ、学校格差を平準化しようとするものであった。日本の入学者選抜史上「画期的な変革」（文部省『学制百年史』）であったが、新旧両制度の切り替え期にあって新制高等学校への入学者選抜は補欠的募集であったこと、また経済的な状況から入学志望者が少なかったことから、導入時には大きな支障や混乱はなかったという。

### 1950年代-1960年代
1950年度、新制中学校で3年学んだ生徒が初めて新制高等学校を受験する。高等学校志願者が増加した1950年度（この年の全日制高等学校進学率は42.5%）から、特定の学校への志願が集中するなど、高校入学者選抜をめぐる問題があらわれることになった。1951年9月、文部省は、各学校による学力検査を容認する方針を示した。
1952年に日本が独立を回復する頃から、産業界などを中心として戦後教育改革について多くの批判が出されるようになり、教育改革の修正が試みられていくことになる。学区制に関しては、文部省の「昭和二十七年度公立高等学校入学者選抜実施状況および学区制に関する調査報告書」によれば、中学区制に転換するなど、学区を拡大する方向へ修正をはかる都道府県もかなり多く見られるようになるという。
1956年に地教行法が制定されて教育委員会法が廃止されると、通学区域設定に関する条例の改正が相次ぎ、学区制の廃止や通学区域の広域化が行われるようになった。
1960年代、ベビーブーム世代（のちに団塊の世代と呼ばれる）が高校進学年齢に達する。経済成長とともに高校進学希望者も増加し（1965年に高校進学率は70%を越えた）、都市への人口流入が増大したことも、小学区の設定が困難になったことの背景として挙げられる。1963年の文部省初等中等教育局長通達「公立高等学校の入学者選抜について」では、「一つの学区域内に数校の高等学校が含まれるようにすることが適当である」と明言された。
一方で、1960年代には「四当五落」という表現も用いられるような高校入試の激化が問題視される状況が生じた。広域に設定された学区内に「序列」が生じたことや、「受験戦争」が過熱したことを問題視する見地から、通学区域の縮小による調整を図る地方もあった。東京都で行われていた学校群制度の波及や、総合選抜制度の導入など、都道府県ごとにかなり差異のある制度が採用されることとなった（同じ県内でも地域ごとに複数の制度を併用するケースもある）。

### 1970年代-1980年代
高校進学率はその後も上昇を続け、1970年に80%を、1974年に90％を越えた。中等教育は大衆化と言われる段階に入り、高校入学者選抜制度はほとんどの子供に関わる問題となった。公教育においては「教育の機会均等」を実現するべきであるという理念に対し、公立学校の画一性や硬直性・教育の質の低下などに対する批判として保護者や子供の選択や自己決定を重視すべきであるとする「学校選択の自由」の要求・要望も高まっていく。
1980年代半ばの臨時教育審議会（臨教審）において「学校選択権」が議論となる。1984年、学校教育法施行規則の改正により、公立高校入学検査の「同一問題、同一時期の一斉実施」を定めていた項目が削除され、受験機会の複数化が促され、従来の通学区に縛られない学科やコースが現れた。

### 1990年代以後
1998年の中央教育審議会答申「今後の地方教育行政の在り方について」では、国・都道府県・市町村の役割分担の見直しや、学校の自主性・自律性を確立といった施策をとることが盛り込まれた。この中には、都道府県教育委員会による公立高等学校の通学区域の設定に関して、市町村の主体的判断を尊重しながら調整するよう制度を見直すことも含まれた。
1990年代以降は「学区自由化」が進められるなど、地域の状況に応じて制度が多様化している。

## 各地の事例

### 兵庫県
1949年（昭和24年）の新制高校の発足にあわせ、県下の普通科高校全56校に1校ずつ通学区域を設定し、小学区制を実施した。その後、1952年（昭和27年）に選択肢を広げる観点から神戸市、姫路市、尼崎市等8市で学区を統合し中学区制に移行し、1964年（昭和39年）までに県全域で中学区制に移行した。
2003年（平成15年）に兵庫県立芦屋南高等学校が兵庫県立国際高等学校に改組され、国際高校は県下全域から募集を行った。さらに2005年（平成17年）には芦屋市立芦屋高等学校が募集停止となると、芦屋市内の普通科高校は兵庫県立芦屋高等学校1校のみとなり、このままでは芦屋学区は小学区制に戻ることになることから、同年に芦屋学区が隣接する神戸第一学区と統合し、中学区制を維持している。